# Tortorella
Tortorella è un comune italiano di 469 abitanti della provincia di Salerno in Campania.

## Geografia fisica

### Territorio
- Classificazione sismica: zona 2 (sismicità media), Ordinanza PCM. 3274 del 20/03/2003.

## Storia
Dal 1811 al 1860 ha fatto parte del circondario di Vibonati, appartenente al Distretto di Sala del Regno delle Due Sicilie.
Dal 1860 al 1927, durante il Regno d'Italia ha fatto parte del mandamento di Vibonati, appartenente al Circondario di Sala Consilina.

### Simboli
Lo stemma del Comune si blasona:
(D.P.R. del 6 novembre 1966)

## Società

### Evoluzione demografica
Abitanti censiti

### Qualità della vita e riconoscimenti
- Comune Riciclone 2011: un importante riconoscimento di Legambiente che premia Tortorella come primo comune del sud Italia, con popolazione inferiore a 10 000 abitanti, per la raccolta differenziata dei rifiuti[5].

## Infrastrutture e trasporti

### Principali arterie stradali
- Strada Provinciale 16 Innesto Statale Bussentina-Caselle in Pittari-Casaletto Spartano-Torraca-Sapri.
- Strada Provinciale 54/a Innesto SP 16-Morigerati-Rio Casaletto.
- Strada Provinciale 54/b Rio Casaletto-Vibonati-Innesto SS 18(Villammare).
- Strada Provinciale 130 Innesto SP 16-Tortorella.
- Strada Provinciale 210 Sicilì-Cuppari.

## Amministrazione

### Altre informazioni amministrative
Il comune fa parte della Comunità montana Bussento - Lambro e Mingardo
Le competenze in materia di difesa del suolo sono delegate dalla Campania all'Autorità di bacino regionale Sinistra Sele.